# Johannes Richter
Johannes Günter Richter (Neustadt an der Aisch, 6 dicembre 1993) è un cestista tedesco.

## Palmarès
- Campionato tedesco: 1

Brose Bamberg: 2012-13
- Supercoppa tedesca: 1

Brose Bamberg: 2012
- FIBA Europe Cup: 1

Skyliners Francoforte: 2015-16